# 18873 Larryrobinson
18873 Larryrobinson (1999 VJ22) là một tiểu hành tinh vành đai chính được phát hiện ngày 13 tháng 11 năm 1999 bởi M. Abraham và G. Fedon ở Everstar Observatory.